# Caullery
Caullery és un municipi francès, situat a la regió dels Alts de França, al departament del Nord. L'any 2006 tenia 473 habitants. Limita al nord amb Ligny-en-Cambrésis, al sud-est amb Clary i a l'oest amb Walincourt-Selvigny.

## Demografia
| 1962                                       | 1968 | 1975 | 1982 | 1990 | 1999 | 2006 |
| ------------------------------------------ | ---- | ---- | ---- | ---- | ---- | ---- |
| 504                                        | 547  | 534  | 489  | 436  | 448  | 473  |
| Des de 1962: població sense dobles comptes |      |      |      |      |      |      |

## Administració
| Període | Identitat         | Partit |
| ------- | ----------------- | ------ |
| 2001-   | Alain Goetgheluck |        |